# Alasmidonta raveneliana
Alasmidonta raveneliana (tên tiếng Anh Appalachian elktoe) là một loài trai nước ngọt thuộc họ Unionidae, họ trai sông.